# Camp Manatoc Dining Hall
 (octobre 2020).
Le Camp Manatoc Dining Hall est un bâtiment américain du comté de Summit, dans l'Ohio. Construite dans un style rustique en 1931, cette salle à manger est inscrite au Registre national des lieux historiques depuis le 2 janvier 1997. Elle est protégée au sein du parc national de Cuyahoga Valley depuis la création de ce dernier en 2000.